# مدرک (فیلم ۱۹۹۱)
مدرک (انگلیسی: Proof) فیلمی به کارگردانی جوسلین مورهوس است که در سال ۱۹۹۱ منتشر شد. از بازیگران آن می‌توان به هوگو ویوینگ و راسل کرو اشاره کرد.